# Мохаммед Ульд Слахі
Мохаммед Ульд Слахі (31 грудня 1970 , Росо ) — мавританець, який утримувався Сполученими Штатами Америки у в'язниці Гуантанамо без пред'явлення звинувачень з 2002 року по 17 жовтня 2016 року. Слахі піддавався розширеним методам допиту.

## Біографія
Мохаммед Ульд Слахі народився в місті Росо, Трарза, Мавританія. Мохаммед навчався в університеті в Німеччині за виграним грантом. На початку 1990-х Слахі, після того як закінчив університет, провів деякий час в тренувальному таборі «Аль-Каїди» і воював в Афганістані проти комуністичного уряду на стороні, яку підтримували США. Згодом Мохаммед повернувся в Німеччину, потім спробував влаштуватися в Канаді, але повернувся в Мавританію в 2000 році.
В цей час зірвався так званий «змова Мілленіуму», спроба здійснити атаки одразу на декілька міст по всьому світу, запланована у строки поблизу 1 січня 2000 року. Головний фігурант справи — Ахмед Рессама відвідував у Квебеку ту ж мечеть, що і Ульд Слахі. Американські спецслужби намагалися представити Слахі другим головним обвинуваченим, але не змогли нічого довести.
Однак для американської влади Слахі вже був у числі можливих підозрюваних, і після терактів 11 вересня ним знову зацікавилися. Двоюрідний брат Мохаммеда — Абу Хафс був правою рукою Усами бен Ладена. Слахі, на відміну від родича, від влади не переховувався.
Ульд Слахі був схоплений у Мавританії американськими спецслужбами незабаром після терактів 11 вересня. Він стверджує, що перед відправкою у в'язницю Гуантанамо його допитували в Йорданії і Афганістані. Слахі перебував у в'язниці Гуантанамо із серпня 2002 року, але йому не було пред'явлено звинувачення. За словами адвоката Ненсі Холландер, міністр оборони США Дональд Рамсфельд наказав застосувати у відношенні Мохаммеда «спеціальні методи допиту».

## Щоденник Гуантанамо
Мохаммед вивчив англійську мову, перебуваючи у в'язниці, написав 466 сторінок свого щоденника від руки. Його адвокати передали рукопис журналісту Ларрі Сімсу, який редагував книгу. Кожна сторінка повинна була бути представлена військовим цензорам. Протягом декількох років книга перебувала під забороною до публікації з боку американських офіційних осіб. Мемуари були опубліковані в 2015 році, коли Слахі все ще утримували під вартою без пред'явлення звинувачень.

## Фільм «Мавританець»
Мемуари стали основою для фільму. Проект був анонсований в листопаді 2019 року. Зйомки почалися 2 грудня того ж року в Південній Африці. Спочатку картина повинна була називатися «В'язень 760», але в листопаді 2020 року отримала остаточну назву «Мавританець».
Прем'єра фільму відбулася 12 лютого 2021 року.